# Castellar Guidobono
Castellar Guidobono – miejscowość i gmina we Włoszech, w regionie Piemont, w prowincji Alessandria.
Według danych na styczeń 2010 gminę zamieszkiwało 415 osób przy gęstości zaludnienia 168,7 os./1 km².